# Patron (Söldnerführer)
Patron war ein in der zweiten Hälfte des 4. Jahrhunderts v. Chr. lebender griechischer Söldnerführer im Heer des Perserkönigs Dareios III.
Patron stammte aus Phokis. Er kommandierte ein aus 2000 Söldnern bestehendes Heereskontingent, als er Dareios III. nach dessen Niederlage in der Schlacht bei Gaugamela (1. Oktober 331 v. Chr.) gegen den Makedonenkönig Alexander den Großen auf der Flucht begleitete. Alexander verfolgte den fliehenden Perserkönig sehr rasch, wodurch es laut dem Alexanderhistoriker Quintus Curtius Rufus in Dareios’ Gefolge zu Konflikten kam. Während insbesondere der hohe persische Würdenträger Nabarzanes und der baktrische Satrap Bessos für einen weiteren Rückzug in die östlichsten Gebiete des Achämenidenreichs eintraten, riet Patron ebenso wie der mit Dareios III. verwandte Artabazos, sich Alexander zu einem neuen Kampf zu stellen. Als aber Bessos und Nabarzanes mit den baktrischen Truppen aus Ekbatana abzogen, musste Dareios III. ihnen mit dem restlichen Heer folgen.
Im weiteren Verlauf der Flucht verschärften sich die Unstimmigkeiten im Gefolge des Perserkönigs weiter. Patron habe laut Curtius Rufus frühzeitig entdeckt, dass Bessos den König zu töten plane. Daher offerierte er, mit seinen Söldnern den persönlichen Schutz des Königs zu übernehmen. Mit Rücksicht auf seine persischen Gefolgsleute machte Dareios III. keinen Gebrauch von diesem Angebot. Der größere Teil des Perserheers schloss sich aber Bessos und dessen baktrischen Kontingenten an. Wegen numerischer Unterlegenheit ihrer Soldaten wagten es Patron und der königstreue Artabazos nicht, einen offenen Konflikt mit Bessos auszutragen. Um sich zu retten, verließen sie den Perserkönig und marschierten nach Parthien ab, wodurch Dareios’ Schicksal besiegelt war. Patrons weiteres Leben ist nicht überliefert.